# پاکسازی آیینی
پاکسازی آیینی روند پاک‌گردانی و روشن‌سازی یا خلوص‌گری چیزی است که معمولاً برای پیشکش کفاره است.

همچنین به پاکسازی یکبارهٔ مقامات دولتی کشورهای با نظام کمونیستی در اروپای مرکزی یا شرق اروپا نیز گفته می‌شود. شکل‌های گوناگون پاکسازی آیینی در اروپا پس از کمونیست به کار گرفته شد.